# Gora Beljankina
Gora Beljankina är ett berg i Antarktis. Det ligger i Östantarktis. Australien gör anspråk på området. Toppen på Gora Beljankina är 545 meter över havet.
Terrängen runt Gora Beljankina är huvudsakligen kuperad, men åt sydväst är den platt.  Trakten är obefolkad. Det finns inga samhällen i närheten. 